# Einar Nerman (gymnast)
Einar Carl Henrik Nerman, född 30 juni 1865 i Karlskrona, död 8 mars 1940 i Halmstad, var en svensk militär och gymnast.
Nerman blev officer 1888, major 1914, samt överstelöjtnant i armén 1920. Han genomgick Gymnastiska centralinstitutet 1892–1894, var extralärare där 1898–1910 samt lärare i friskgymnastik 1910–1914. Åren 1904–1930 var Nerman ordförande i Svenska gymnastikförbundet, 1907–1931 ledamot av Riksförbundets överstyrelse, 1920–1931 president i Nordens gymnastikförbund samt var 1924–1935 president i Federation internationale de gymnastique éducative. Nerman utgav bland annat Dagövningar i gymnastik (1917, 6:e upplagan 1929) samt var 1919–1920 redaktör för Svenska gymnastikbladet och 1921–1924 för Tidskrift i gymnastik.